# Marco Pannella
Marco Pannella (n. 2 mai 1930, Teramo - d. 19 mai 2016, Roma) a fost un om politic italian, membru al Parlamentului European în perioada 1999-2004 din partea Italiei.